# Vector (videojuego)
Vector es un videojuego de plataformas de parkour de 2012 desarrollado y publicado por Nekki para Facebook, iOS, Android, GameStick, Windows y Ouya. El objetivo del juego es liberarse del ciclo como un corredor libre.

## Sinopsis
Vector gira en torno a un protagonista silueta que vive en un mundo distópico controlado por “el sistema” a través de un dispositivo de control mental implantado en el cerebro de las personas. Cuando el protagonista decide quitarse este implante, las redes en funcionamiento no pueden mantenerlo tranquilo, por lo que los cazadores comienzan a perseguirlo.
Debido a esto, el protagonista deberá utilizar habilidades de parkour si quiere escapar de la ciudad antes de ser capturado por los cazadores enviados por el "Gran Hermano" y conseguir ser libre.

## Jugabilidad
Vector es un juego de escape automático/atrevido en 2D ambientado en un estado totalitario donde los trabajadores son controlados a través de una diadema electrónica. Uno de ellos se frustra y logra escapar. El jugador tiene que ayudarlo a mantenerse fuera del alcance de sus perseguidores. El juego es similar a Canabalt en la jugabilidad básica y también en el diseño visual, con un personaje negro sobre un fondo de ciudad. Mejora la fórmula añadiendo elementos de parkour. El jugador no sólo tiene que esquivar obstáculos, sino que también es importante sincronizar para realizar varios movimientos que aceleren la carrera o amplíen la distancia hasta el perseguidor.
En cada nivel el protagonista es perseguido por un único guardia. Cuando se acerca demasiado, el personaje recibe una pistola Taser y es necesario reiniciar el nivel. La desaceleración puede deberse a chocar con obstáculos o al cronometrar incorrectamente. También es posible caer en pozos y morir de inmediato. El movimiento se basa en tres tipos de interacciones: deslizarse, saltar y acelerar. En dispositivos móviles esto se hace deslizando el dedo hacia abajo, hacia arriba y hacia la derecha, respectivamente. Sin embargo, según el tiempo, se pueden realizar varios movimientos de parkour para saltos y saltos especiales. A menudo se les exige para mantenerse a la vanguardia. Un nivel termina cuando se llega a una puerta. Mientras se rompen cristales y se suben obstáculos, a veces también es posible seguir caminos que se bifurcan. Mientras se juega, el personaje puede recolectar cubos y monedas de bonificación y realizar trucos específicos marcados con carteles blancos. Al final del nivel, el jugador recibe una calificación de hasta tres estrellas según varios parámetros. Se necesitan estrellas para abrir algunos niveles bloqueados. En el modo historia general, los nuevos niveles se desbloquean gradualmente, pero sólo se pueden iniciar cuando se ha comprado un nuevo truco con monedas. Cuando no se han reunido suficientes monedas, es necesario volver a jugar los niveles anteriores o comprar monedas mediante compras dentro de la aplicación. Además, las monedas se pueden usar para comprar equipo nuevo y personalizar el personaje, o comprar dispositivos que brinden más habilidades, como ralentizar el tiempo o un desintegrador de fuerza.
Existen algunas diferencias entre las plataformas en cuanto a cómo se ofrece el juego. La versión del navegador de Facebook es gratuita, pero depende en gran medida de las compras dentro de la aplicación para progresar. Para las versiones de iOS y Android hay una versión gratuita y una de pago, y ambas versiones admiten compras dentro de la aplicación. Con el tiempo se agregaron nuevos niveles y no todos están disponibles en la versión gratuita. La versión de iOS contiene 30 niveles y la versión de Android tiene 40 para la versión completa. Para Android, sin embargo, los primeros veinte niveles están disponibles sin cargo adicional en la versión gratuita. Los niveles se dividen en tres entornos principales (Centro, Construction Yard y Technology Park) y los niveles adicionales aparecen en una sección de bonificación separada.

## Recepción
Damien McFerran de Pocket Gamer calificó con 8 de 10 estrellas para la versión de Android y escribió que la jugabilidad de Vector compensa su falta de innovación. En su reseña de la versión de iOS, Slide to Play escribió "Vector es una fantástica simulación de ejecución libre con mucho que amar", aunque el crítico describió la jugabilidad como "un poco repetitiva a veces". Al revisar la versión de Facebook, Pete Davison del blog SocialTimes de Adweek lo calificó como "un juego impresionante en todos los aspectos", pero dijo que necesita mejores funciones sociales. Leif Johnson revisó la versión de Facebook de Gamezebo y calificó con 4 de 5 estrellas. Johnson describió el juego como ocasionalmente grindy, pero concluyó que el juego es "algo divertido y mucho más desafiante que el típico juego de Facebook". Cameron Woolsey de GameSpot calificó con 7 de 10 estrellas para la versión para PC y escribió que el juego es "un viaje de ritmo rápido" cuando molesta con su rutina.

## Legado
El juego recibió una secuela de 2016 titulada "Vector 2", que continúa diciendo que el protagonista finalmente fue capturado por las fuerzas de seguridad y los antagonistas deciden usar sus habilidades para probar algunos equipos nuevos dentro de una instalación de investigación conocida como "El Complejo", que realiza en secreto experimentos de clonación.
Jugabilidad similar al juego anterior y regresan varios trucos como "Swallow", "Screwdriver", "Dash Vault", "Obstacle Jump", "Rocket Vault", "Ralflip Vault", "Reverse Vault" y muchos más.

### Derivados
Con el éxito de "Vector", Nekki decidió crear otro juego similar que utilizara una silueta como protagonista principal. Ese juego se convirtió en un juego de lucha titulado Shadow Fight, lanzado exclusivamente en Facebook en 2011. Este sucesor espiritual de Vector eventualmente se convirtió en una trilogía, generando dos secuelas que estuvieron disponibles en iOS y Android en 2014 y 2017.